# 埃吉赛姆
埃吉赛姆（法語：Eguisheim；發音：[egisaim] ⓘ），法国东北部市镇，位于大东部大区上莱茵省，隶属于科尔马-里博维莱区，其市镇面积为14.13平方公里，2022年1月1日时人口数量为1,735人，在法国市镇中排名第6,196位（2022年）。
埃吉赛姆位于上莱茵省北部，孚日山和阿尔萨斯平原之间的过渡地带，因当地的中世纪建筑、“三城堡”遗址及葡萄酒种植园而闻名，被评为“法国最美村庄”和“法国人最喜爱的村庄”。

## 地名来源
根据阿尔萨斯地名学家米歇尔·保罗·于尔邦（Michel Paul Urban）的论述，“Eguisheim”一名最初于公元770年以“Aginesheim”的形式被记载，该名称的来源尚存在争议，其字面含义可能为“无法被渗透的居民地”，亦可能出自人名“Agino”或“Egino”。
埃吉赛姆所处区域历史上通行阿尔萨斯语，“Eguisheim”对应的阿尔萨斯语拼写为“Egse”或“Exe”，其对应的读音为“[εgsə]”。在十九世纪初以前，埃吉赛姆的官方地名拼写为“Egisheim”，后者也是埃吉赛姆对应的德语名称。
此外，因翻译标准不同，“Eguisheim”在部分汉语资料中又被译为埃吉桑。

## 历史
埃吉赛姆的早期历史尚不清楚。根据当地官方网站的论述，埃吉赛姆境内曾发现新石器时代的人类活动遗迹。古典时期，古罗马人在此开辟葡萄酒种植园。公元720年，阿尔萨斯公爵的后代Eberhardt在此筑建城堡，此后其附近逐渐形成聚落。十世纪中期，埃吉赛姆被划入诺尔戈。十三世纪时，埃吉赛姆城墙得到加固。1444年，埃吉赛姆被路易十一攻破。法国大革命后，埃吉赛姆成为上莱茵省的一个市镇，并在1793至1800年（一说1802年）间为该省的一个县治。普法战争结束后，埃吉赛姆及其所处的阿尔萨斯-洛林地区被划入德意志帝国，埃吉赛姆被划入新设立的科尔马县。一战结束后，埃吉赛姆及阿尔萨斯-洛林地区根据《凡尔赛条约》重归法国。自二十世纪中后期以来，埃吉赛姆地区旅游业方兴未艾。2003年，埃吉赛姆入选“法国最美村庄”；2013年，埃吉赛姆被法国电视二台评为“法国人最喜爱的村庄”。

## 地理

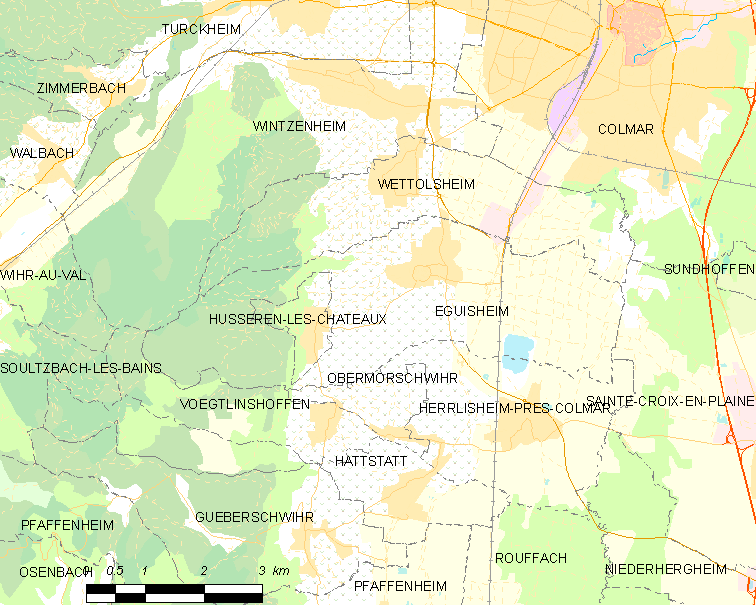
埃吉赛姆市镇范围地图

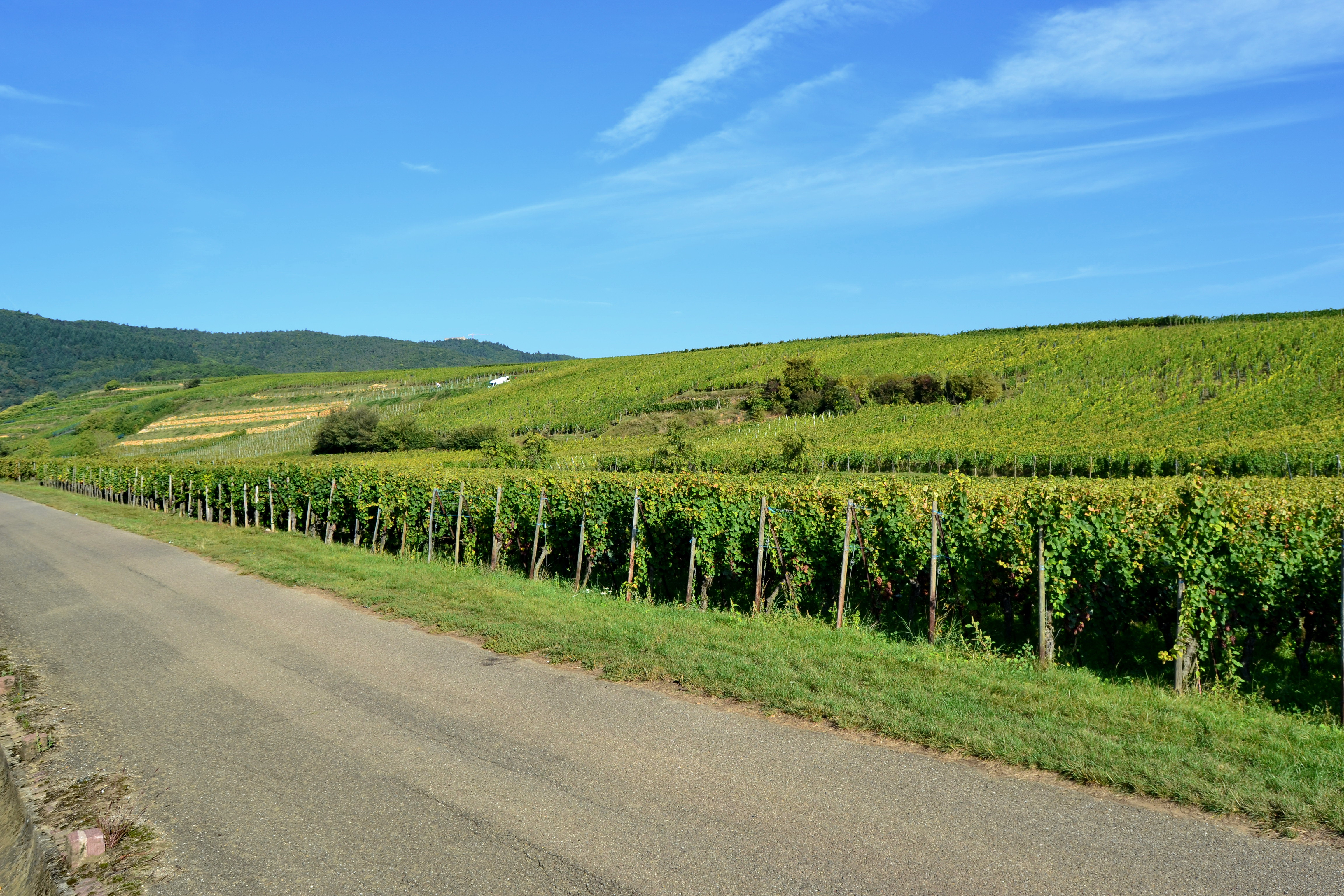
埃吉赛姆境内的葡萄酒种植园

埃吉赛姆位于法国东北部，大东部大区东部和上莱茵省北部，距离省会科尔马大约7公里。与埃吉赛姆接壤的市镇包括：科尔马附近埃尔利赛姆、于瑟伦堡、上莫什维尔、圣克鲁瓦昂普莱讷、韦托尔赛姆、温策奈姆和弗格特林索芬，其中于瑟伦堡整体被埃吉赛姆包围。

### 地形
埃吉赛姆位于孚日山脉与阿尔萨斯平原之间的过渡地带，市镇西侧深入孚日山区，市镇中心则位于东侧地势较为平坦的山前平原地带，全境海拔在191到764米之间。

### 水文
埃吉赛姆位于莱茵河流域范围内，Malsbach河自西向东流经埃吉赛姆镇中心，该河水量较小，部分河段被人工建筑物掩盖。

### 植被
埃吉赛姆属于温带阔叶混交林区，林地多分布于坡地地带，其中市镇西部山区为埃吉赛姆市属森林（Forêt Communale d'Eguisheim），市区东北部的千禧公园（Parc des Millénaires）则是当地的一处城市绿地。
在鲜花城市的评比中，埃吉赛姆被评为4星级（最高级）鲜花城市。

### 自然灾害
埃吉赛姆的地震危险度等级为3级，属于中等危险；氡辐射等级为3级，属于高危险。1982至2025年5月间，埃吉赛姆境内共发生2次有记录的自然灾害，其中1次洪涝。

### 气候
埃吉赛姆在柯本气候分类法中属于带有大陆性气候特征的温带海洋性气候（Cfb）。

## 行政区划
埃吉赛姆的市镇编号为68078，邮政编号为68420。
在行政管理方面，埃吉赛姆隶属于法国大东部大区阿尔萨斯欧洲集体上莱茵省科尔马-里博维莱区；在地方选举方面，埃吉赛姆隶属于温策奈姆县，其市镇范围全境被划入上莱茵省第二选区；在社会管理方面，埃吉赛姆是鲁法克地区市镇公共社区的组成部分。
截至2025年6月，埃吉赛姆市镇范围内暂无任何安全优先街区及城市政策优先街区。
法国国家统计与经济研究所（简称“INSEE”）在进行数据统计时，未将埃吉赛姆划入任何城市核心区（Unité urbaine），另将包括埃吉赛姆在内的周边共95个市镇划为科尔马城市辐射区。此外，INSEE还将埃吉赛姆市镇整体看作一个“块区”（IRIS），以便于统计人口分布情况。

## 交通

### 公路
上莱茵省省道D1线、D1bg线、D14线、D83线和D514线在埃吉赛姆境内交汇。大东部大区城际客运（商业名称为“Fluo”）下属的城际客运68R030线经停埃吉赛姆，可通往科尔马等地。
2021年，65.3%的埃吉赛姆家庭拥有至少一辆私人汽车。2023年，埃吉赛姆境内共发生各类交通事故2起，造成5人受伤，其中3人重伤。
| 27 | 8 |

| 科尔马 | 7 |

| 盖布维莱尔 | 21 |

| 鲁法克 | 11 |

### 铁路
距离埃吉赛姆最近的运营中的客运铁路车站为5.5公里外的科尔马站，该站停靠前往巴黎、卢森堡、马赛、蒙彼利埃等地的高速列车和前往斯特拉斯堡、巴塞尔/米卢斯和梅泽拉尔的区域列车。

### 航空
埃吉赛姆距离巴塞尔-米卢斯-弗赖堡欧洲机场的高速公路里程大约55公里。

### 城市公共交通
截至2025年6月，埃吉赛姆暂无城市公共交通系统。

## 政治

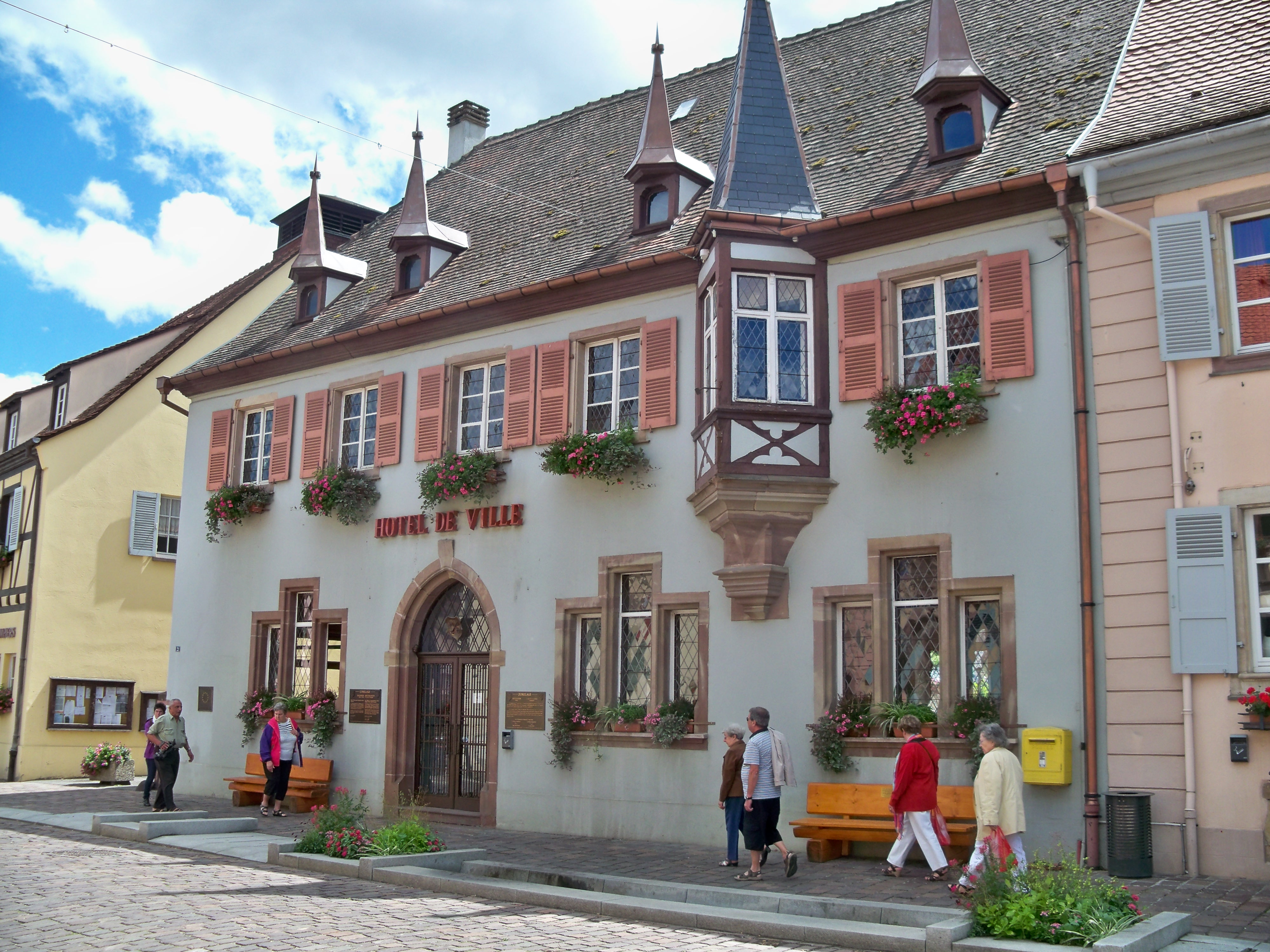
埃吉赛姆市政厅

埃吉赛姆的现任市长为克洛德·桑利夫尔先生（Claude CENTLIVRE），他的党籍不详，在2020年的市政选举中获得了100%的支持率（无其他候选人）。
在2022年的法国总统大选的第二轮选举中，法国第25任总统埃马纽埃尔·马克龙在埃吉赛姆获得了70.97%的支持率。

## 人口
2022年，埃吉赛姆市镇人口数量为1,735，在法国排名第6,196位。其中男性825人，女性907人，75岁及以上人口占9.5%，外籍人口数量为86人，人口密度为123人/平方公里，当地居民被称为（男性）或（女性）。2015至2021年间，埃吉赛姆的人口增长率为–0.0%。2022年，埃吉赛姆境内出生14人，死亡人口10人。
| 埃吉赛姆1900年－2022年人口变化情况 |
|                                    |
| 数据来源：Cassini、INSEE           |

## 经济

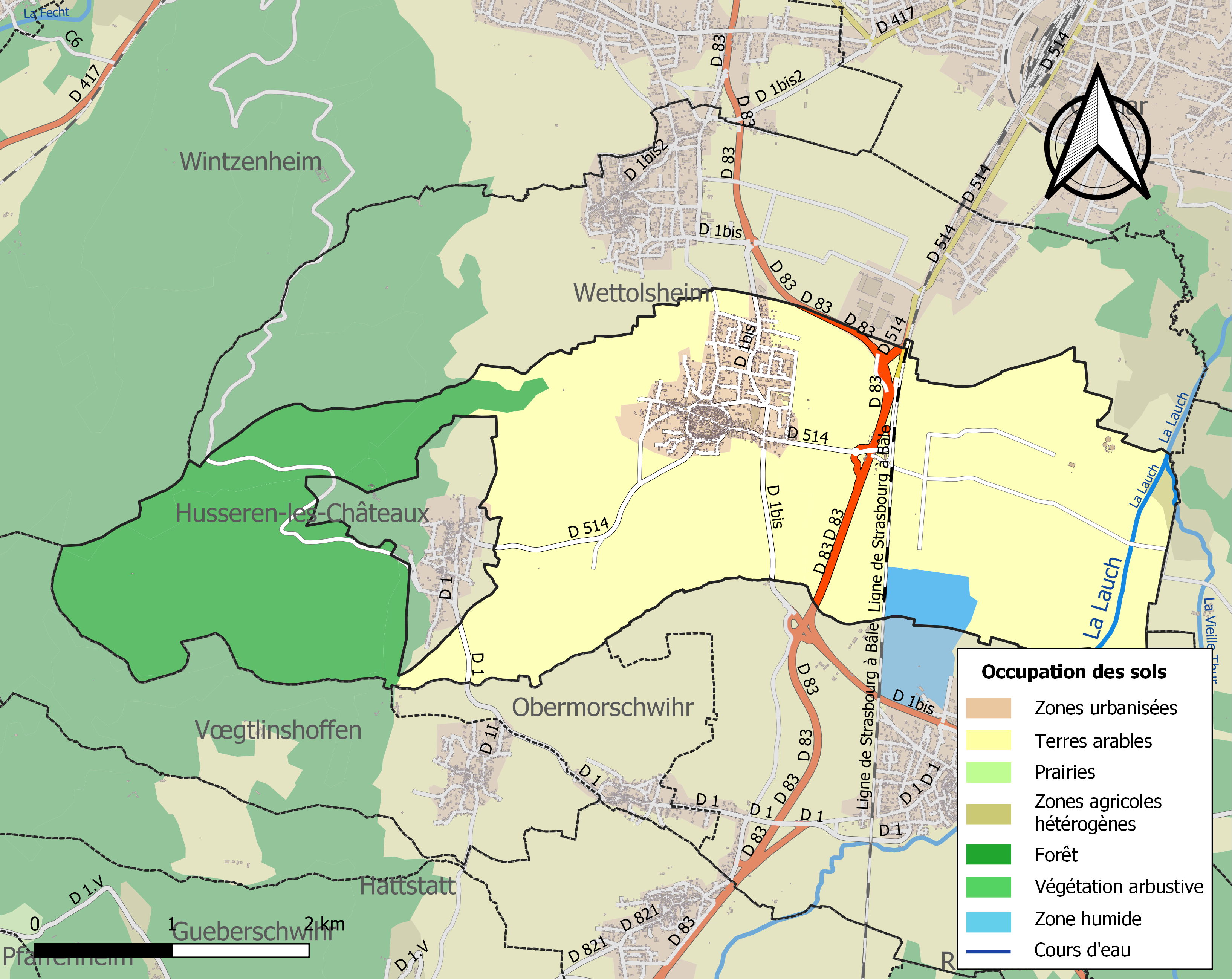
埃吉赛姆土地利用情况地图

INSEE于2020年将埃吉赛姆划入科尔马就业区（Zone d'emploi de Colmar），并又于2022年将其划入埃吉赛姆生活区（Bassin de vie de Colmar）。截至2025年1月，埃吉赛姆市镇范围内共有各类用人单位（包含自雇）533家，比上一年同期新增3家；（酒店接待）、（电气设备）及（财务管理）是当地2023年已公布营业额最高的三个企业，分别为2,542,148欧元、1,767,073欧元和454,302欧元。

## 财政与居民收入
2023年，埃吉赛姆的财政收入总额为2,829,970欧元，财政支出总额为1,777,610欧元，当年的债务总额为1,711,810欧元。2023年，埃吉赛姆市镇通过增值税获得130,540欧元的收入，此外当地还共获得了73,980欧元的国家直接财政补助。
| 埃吉赛姆居民收入情况                                                                               | 埃吉赛姆居民收入情况 | 埃吉赛姆居民收入情况 | 埃吉赛姆居民收入情况 |
| 内容                                                                                               | 埃吉赛姆             | 上莱茵省             | 法國                 |
| -------------------------------------------------------------------------------------------------- | -------------------- | -------------------- | -------------------- |
| 居民平均时薪                                                                                       | 不详                 | 15.4欧元（2022年）   | 17欧元（2022年）     |
| 高级职员人均时薪                                                                                   | 不详                 | 26.1欧元（2022年）   | 29.1欧元（2022年）   |
| 中级职员人均时薪                                                                                   | 不详                 | 16.5欧元（2022年）   | 16.6欧元（2022年）   |
| 普通职员人均时薪                                                                                   | 不详                 | 11.9欧元（2022年）   | 12.1欧元（2022年）   |
| 工人人均时薪                                                                                       | 不详                 | 12.9欧元（2022年）   | 12.5欧元（2022年）   |
| 贫困率                                                                                             | 不详                 | 13.7%（2021年）      | 14.5%（2021年）      |
| 青壮年（15至64岁）失业率                                                                           | 7.9%（2021年）       | 12.1%（2021年）      | 10.4%（2021年）      |
| 家庭总数                                                                                           | 756（2022年）        | 868（2022年）        | 1,160（2022年）      |
| 征税家庭数量占比                                                                                   | 60.6%（2023年）      | 57.1%（2022年）      | 44.8%（2022年）      |
| 家庭年均纳税                                                                                       | 5,534欧元（2023年）  | 4,133欧元（2022年）  | 4,481欧元（2022年）  |
| *注：INSEE未公布2,000人口以下市镇的部分经济数据。 资料来源：INSEE、L'Internaute、Le Journal du Net |                      |                      |                      |

## 社会事务

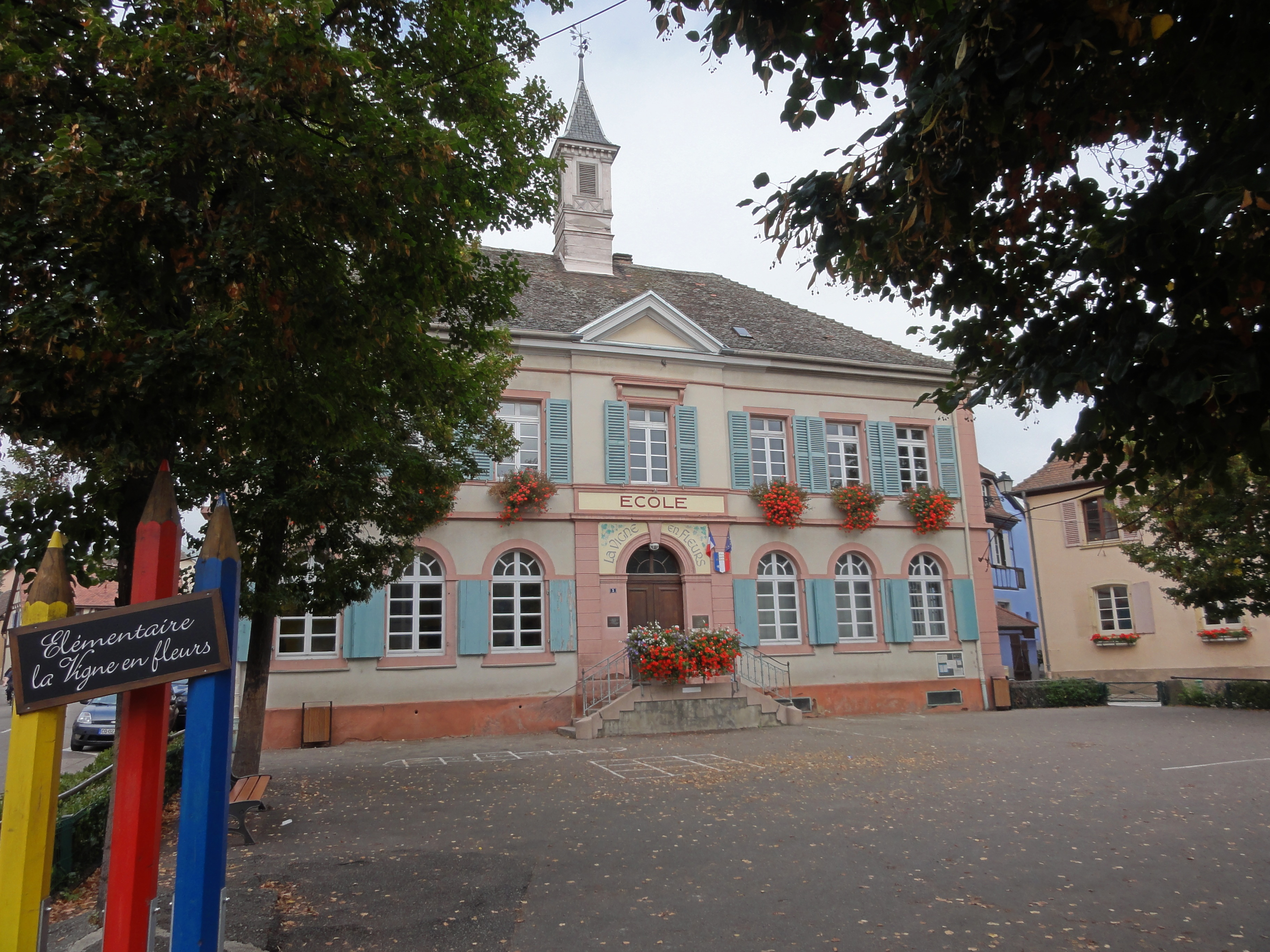
埃吉赛姆的一所学校

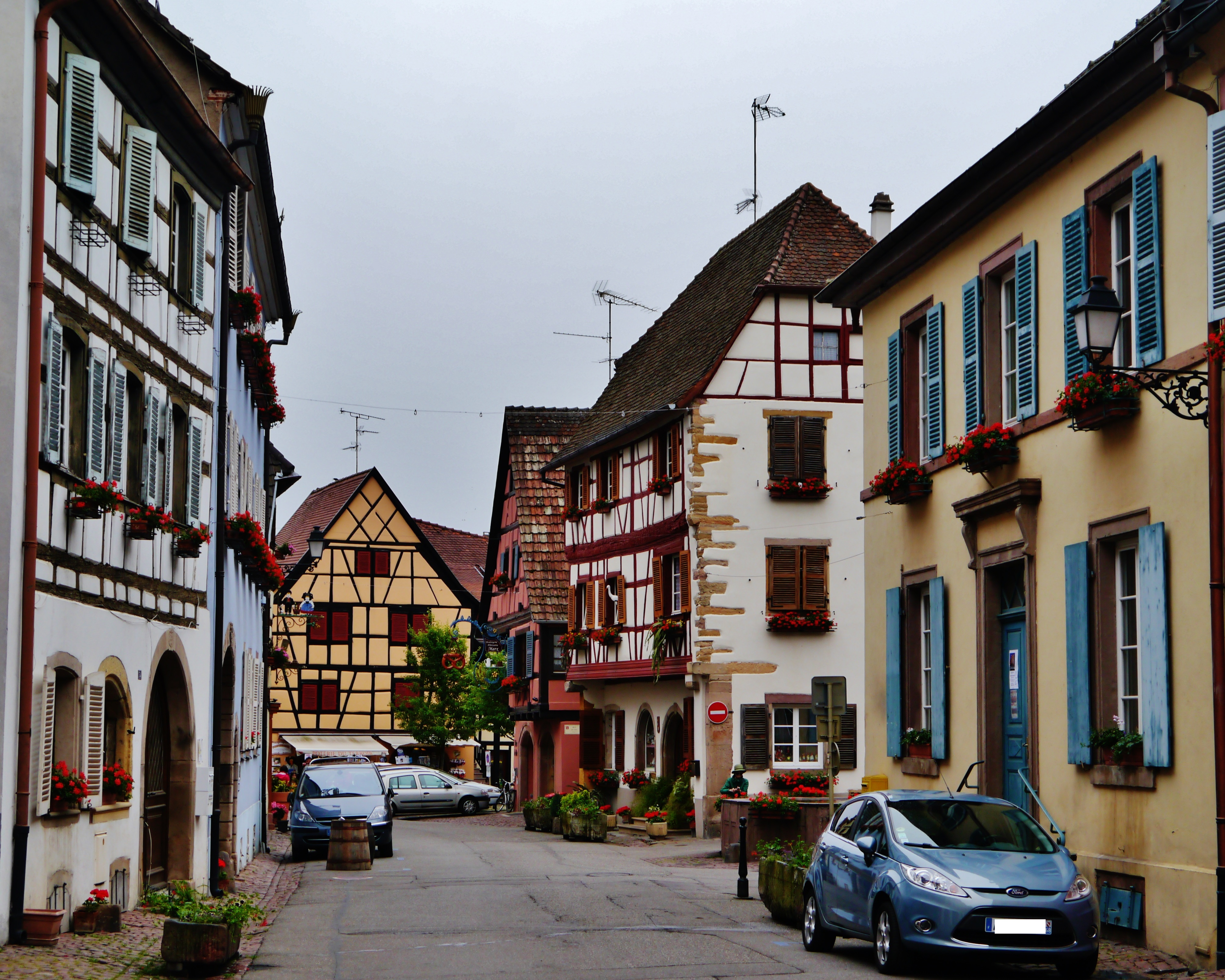
埃吉赛姆镇中心的街道

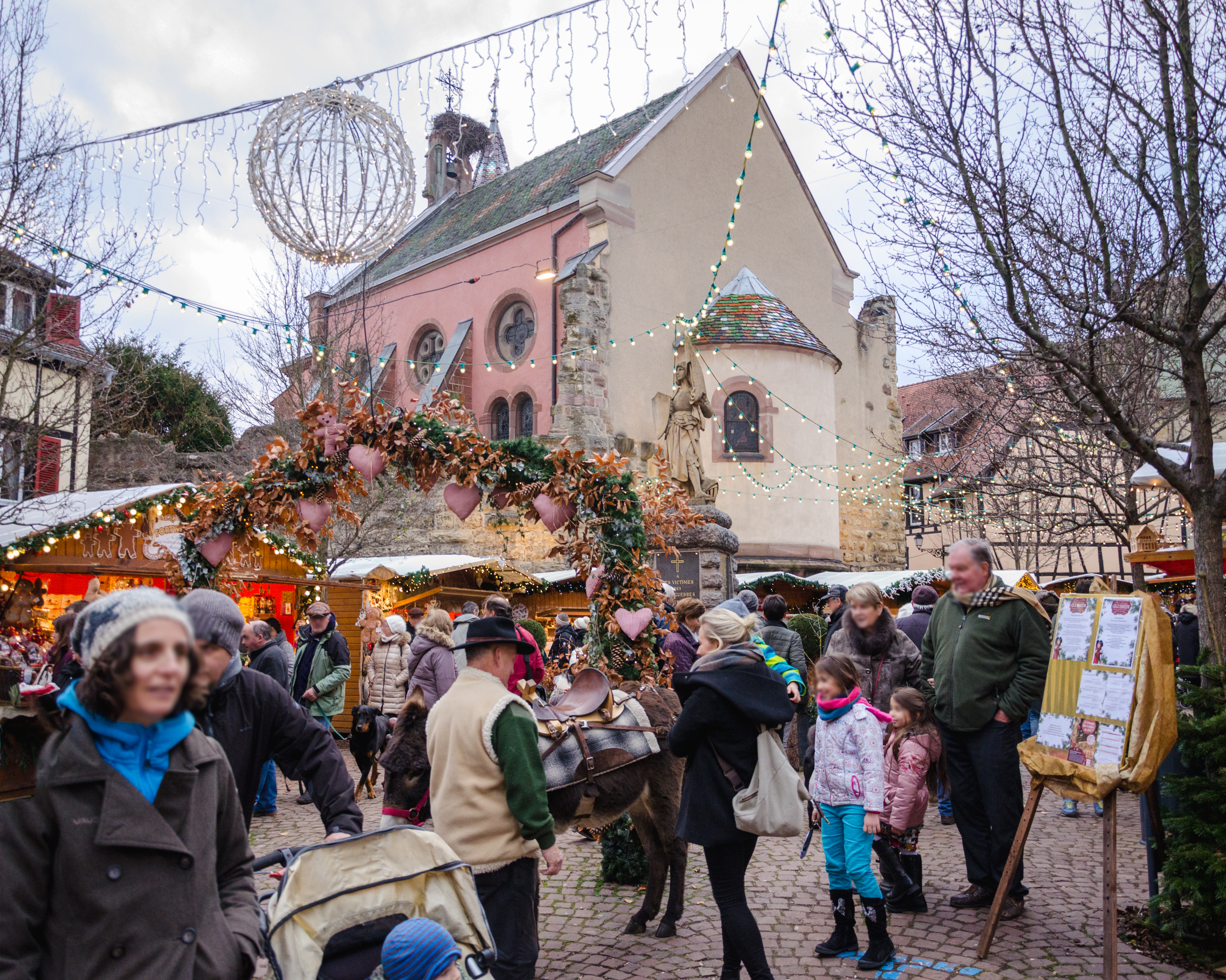
圣诞集市

### 教育
埃吉赛姆属于斯特拉斯堡学区。截至2023年1月1日，埃吉赛姆境内共有1所幼儿园和1所小学。

### 医疗
截至2023年1月1日，埃吉赛姆境内共有全科医生1名、保健师3名、牙医1名、护士3名、药房1家。
距离埃吉赛姆最近的区域性医疗机构为科尔马中心医院（Centre Hospitalier de Colmar），其主病区路易·巴斯德医院（Hôpital Louis Pasteur）位于科尔马市区西部，距离埃吉赛姆市区的正常车程大约10分钟，该院设有床位1,039个，是科尔马-里博维莱区内规模最大的公立综合性医院。

### 住房
2021年，埃吉赛姆境内共有各类住房1,090套，其中65.0%为独立式住宅，34.4%为集中式住宅。常住房屋占埃吉赛姆市镇范围内居民建筑总量的72.3%。2023年，埃吉赛姆的居住税率为20.07%，不动产税率为27.11%（其中空置土地的不动产税率为50.98%）。
在住房保障政策方面，2023年，埃吉赛姆境内共有215户家庭获得了家庭津贴补助，受益人数占总人口数量的12.4%，其中45份为房租补助。

### 商业
2021年，埃吉赛姆境内共有各类实体商铺47家，其中餐厅22家、杂货店2家、面包房4家、银行门店2家、美容美发店1家、汽车维修店2家。

### 体育
2023年，埃吉赛姆境内共有1处网球场以及3处篮球或排球场。
截至2025年6月，埃吉赛姆境内暂无任何注册足球俱乐部。

### 环境
埃吉赛姆的环境事务由其所属的鲁法克地区市镇公共社区联合各级政府协调负责。2021年，埃吉赛姆境内共有1家污染企业。

### 治安
2024年，埃吉赛姆市镇范围内累计记录各类案件42起，其中盗窃类案件15起，人身侵犯类案件7起，毒品交易类案件3起。

## 文化
2021年，埃吉赛姆境内暂无任何文化设施。

### 建筑
截至2025年6月，埃吉赛姆境内共有7处建筑被列入法国国家文物保护单位，包括圣莱昂城堡、圣伯多禄-圣保罗教堂等，此外当地镇中心有大量文艺复兴时期修建的建筑。

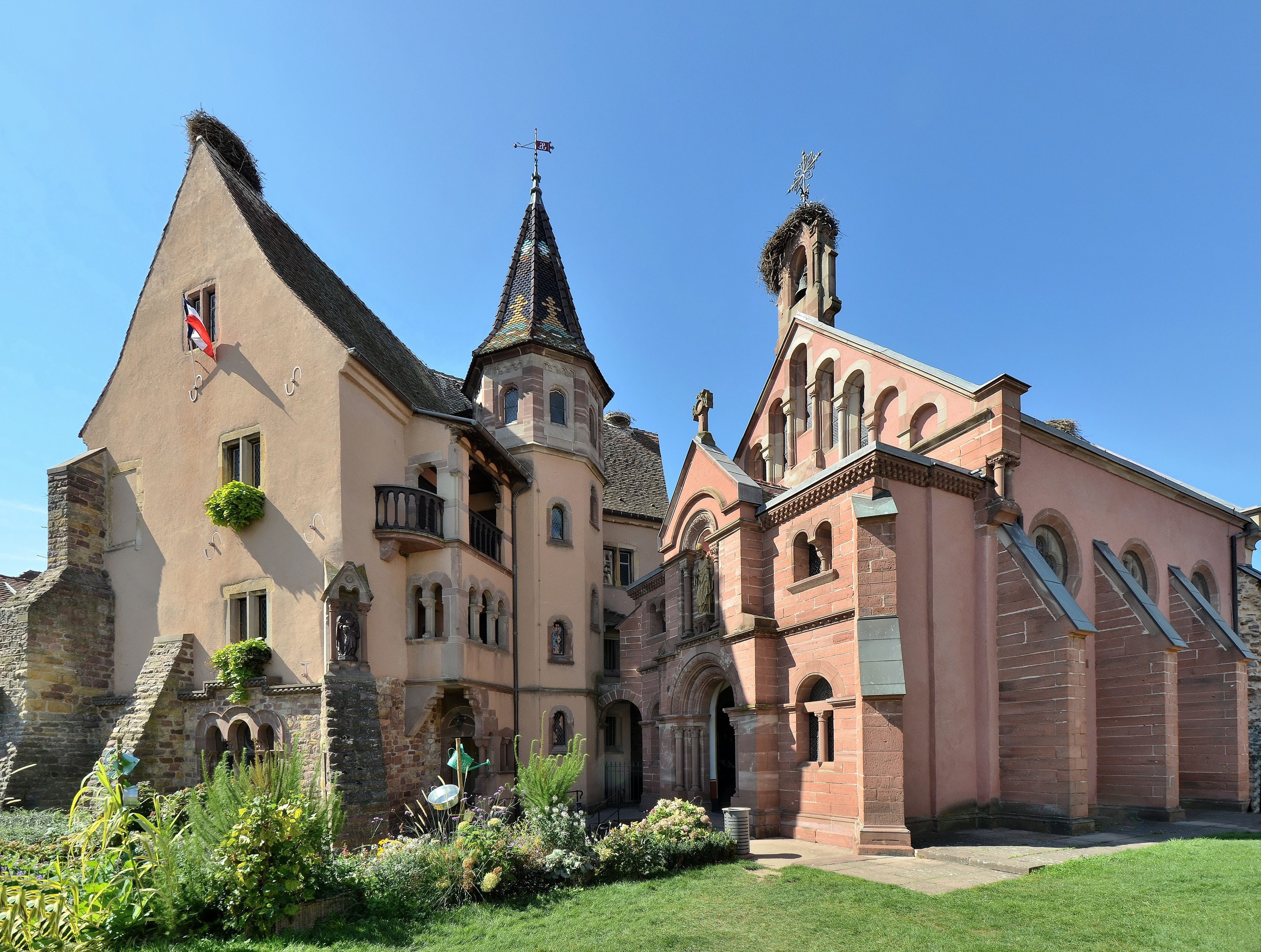
圣莱昂城堡（法语：Château Saint-Léon d'Eguisheim）
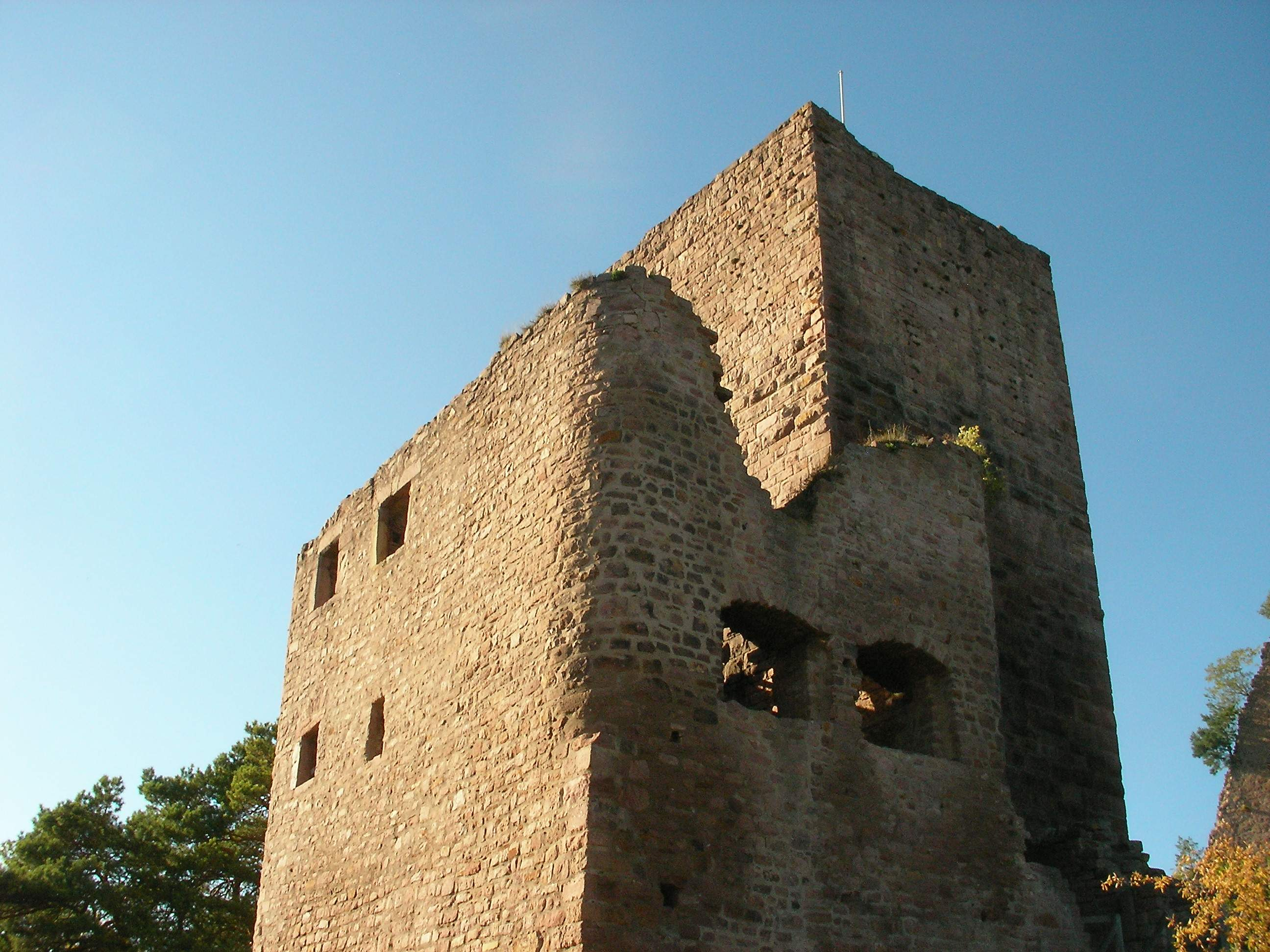
瓦朗堡城堡（法语：Château de Wahlenbourg）（属于三城堡（法语：Château de Haut-Eguisheim））
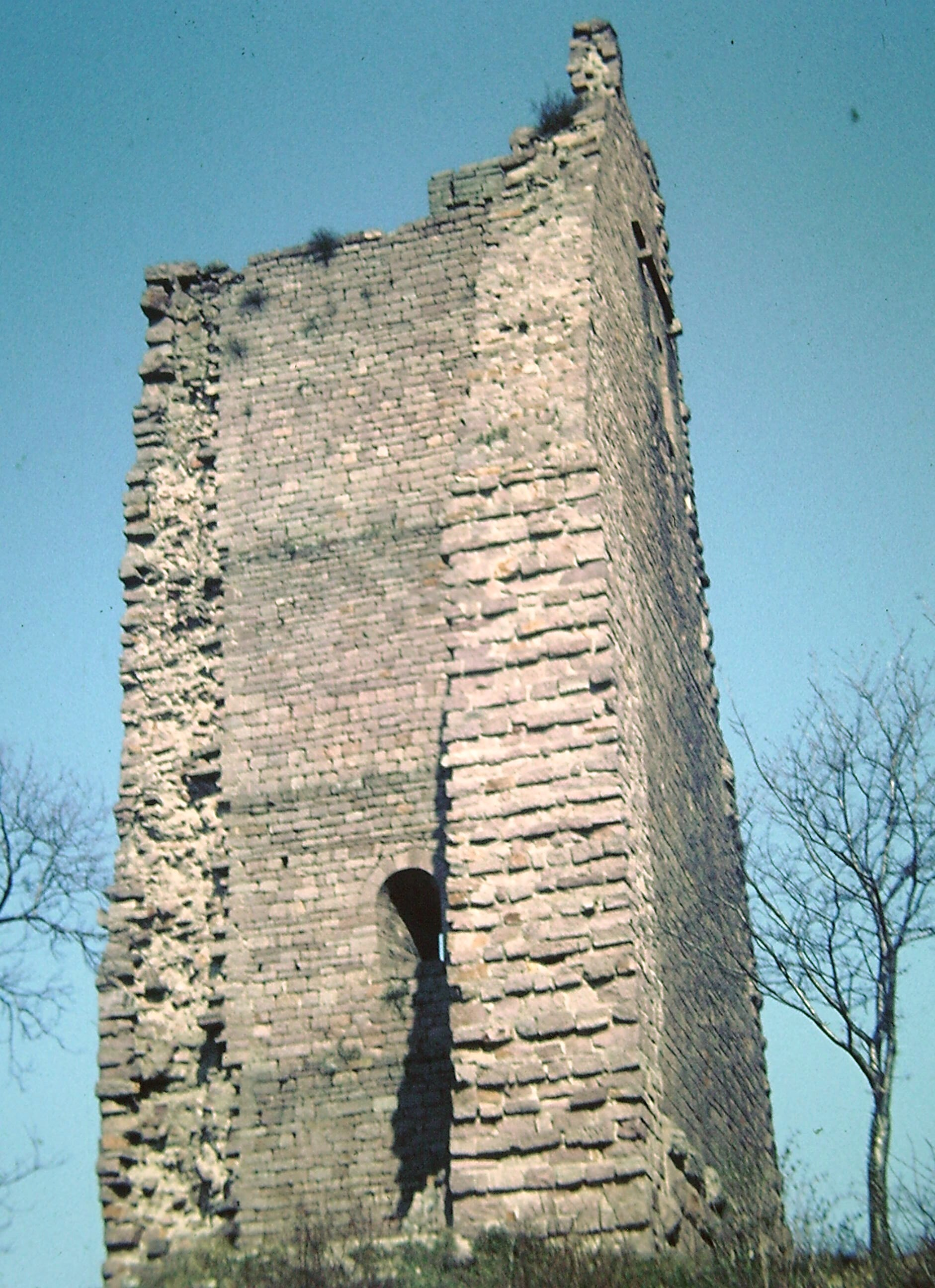
达格斯堡城堡（法语：Château de Dagsbourg）（属于三城堡）
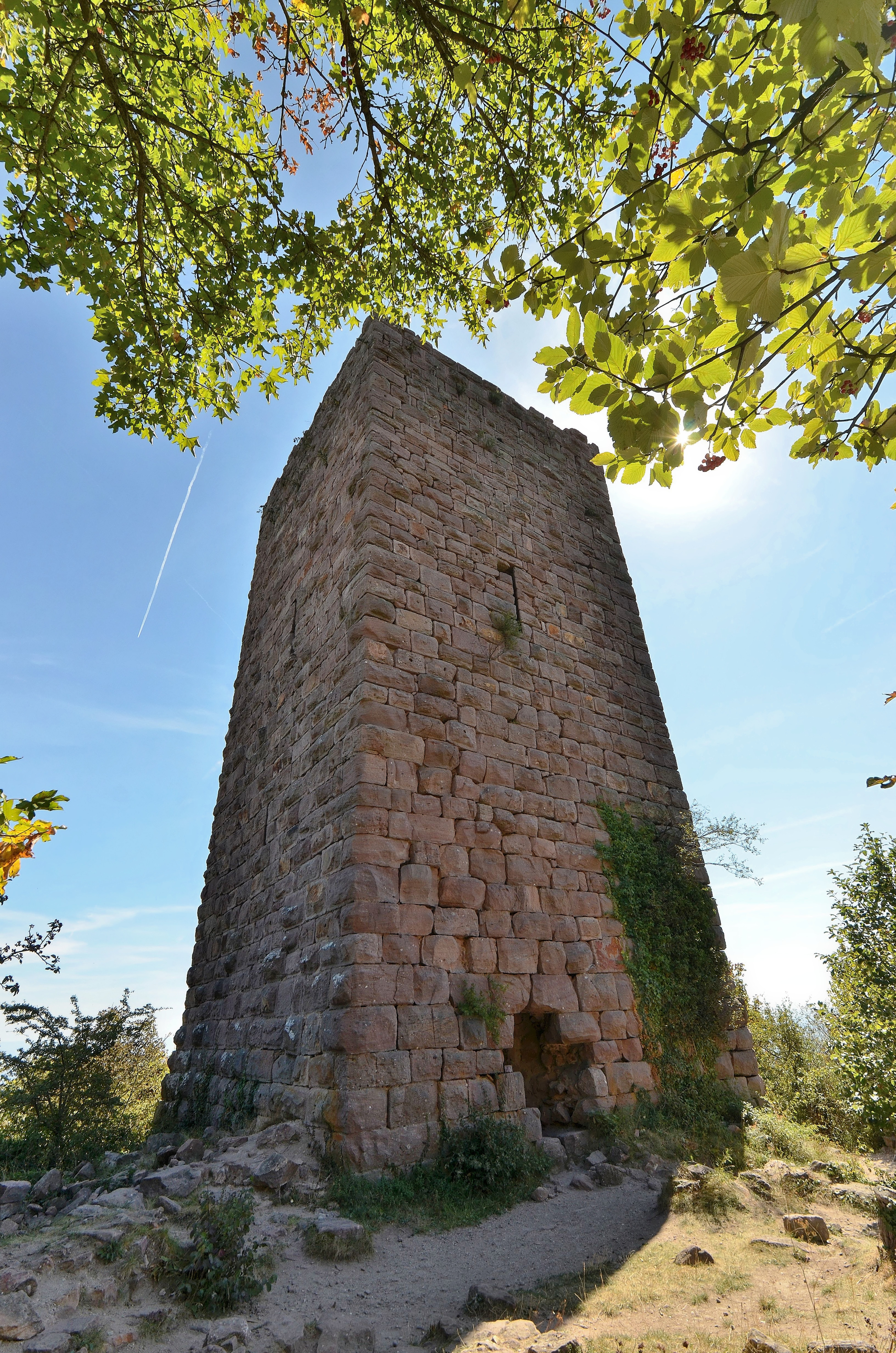
韦克曼德城堡（法语：Château de Weckmund）（属于三城堡）
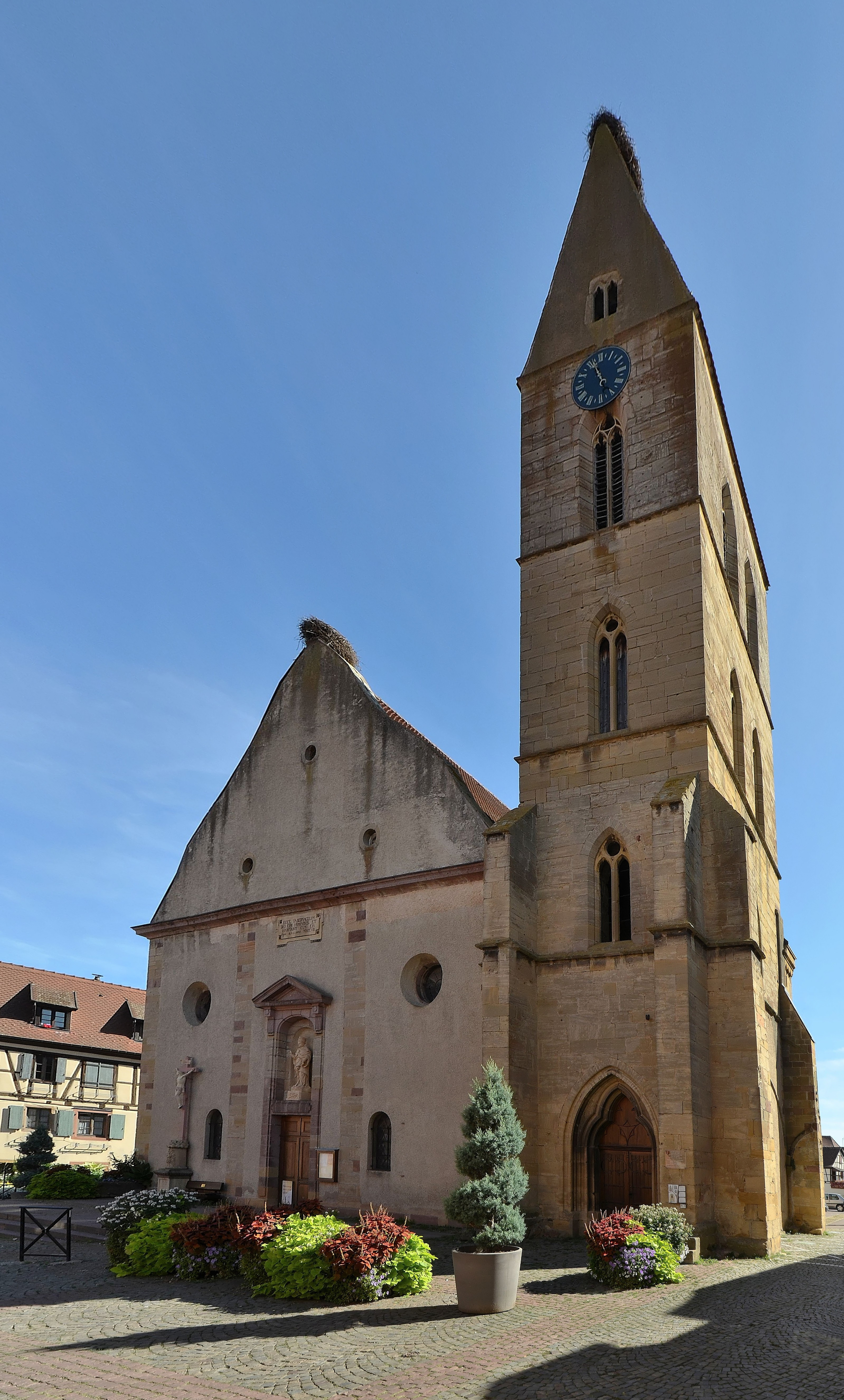
圣伯多禄-圣保罗教堂
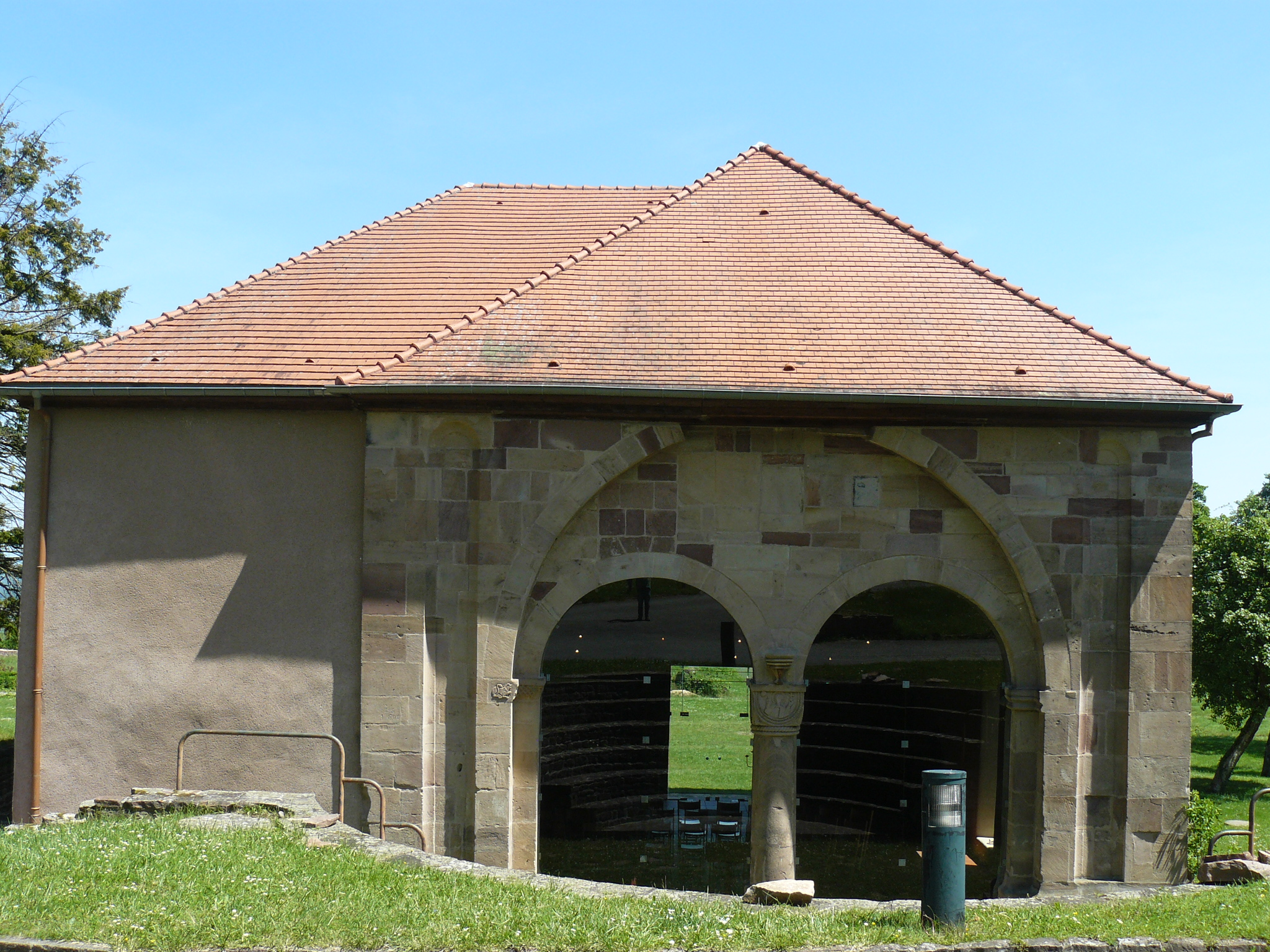
马尔巴克修道院（法语：Abbaye de Marbach）
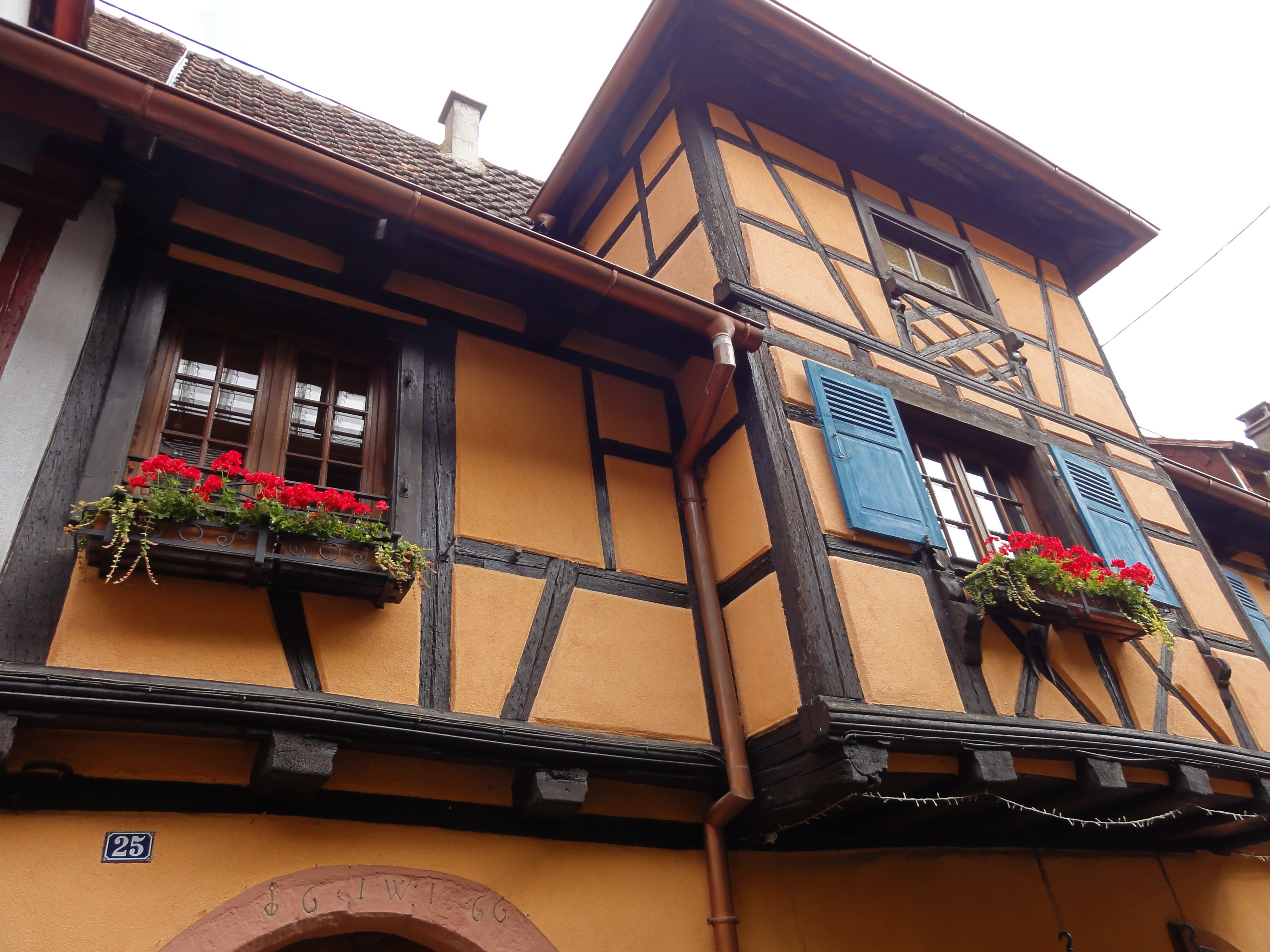
传统民居1
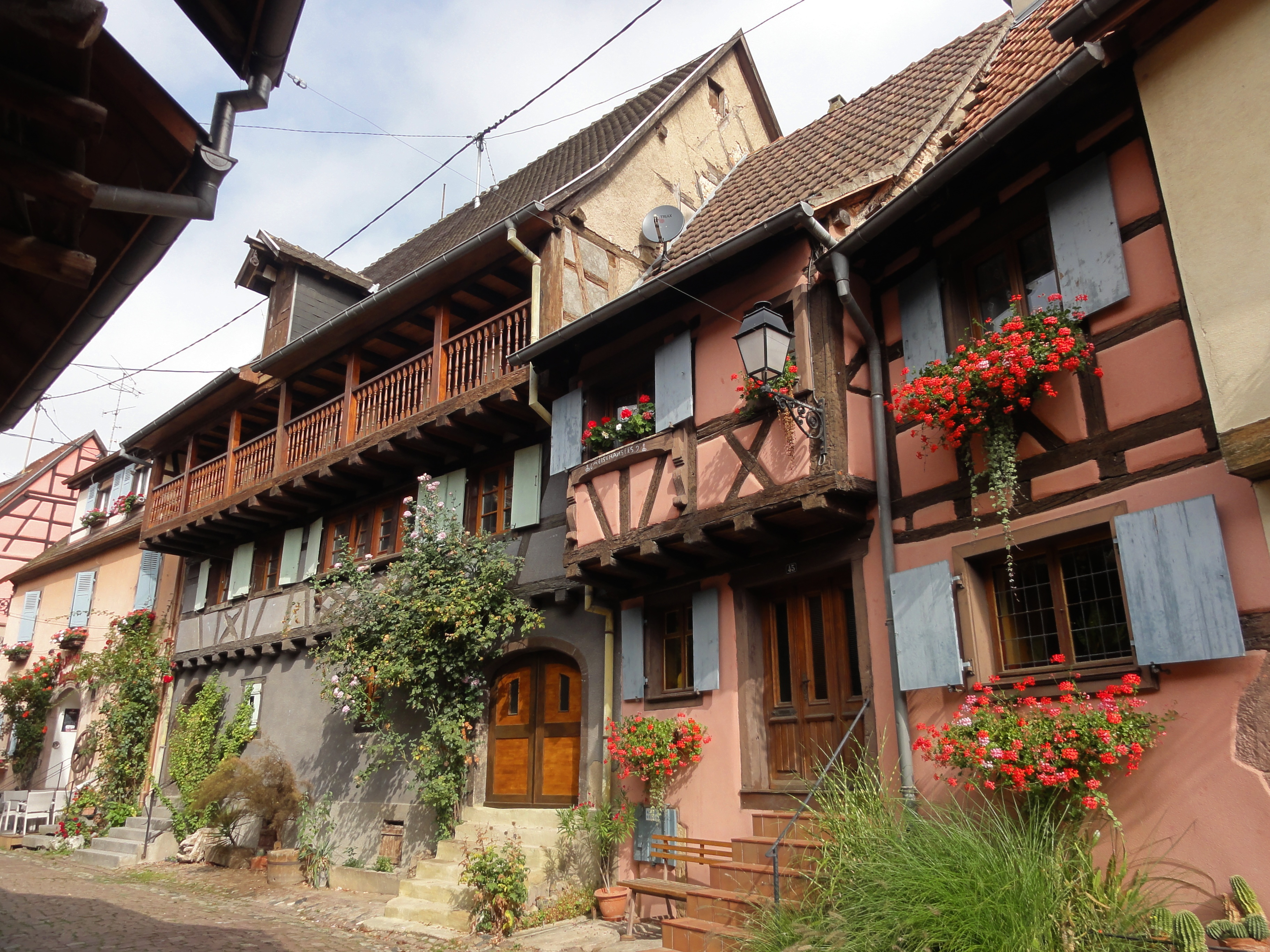
传统民居2

### 旅游
埃吉赛姆的旅游事务由其所属的鲁法克地区市镇公共社区联合各级政府协调负责。2024年，埃吉赛姆境内共有8家酒店共计157间房间；另有1个露营地，可容纳共133辆露营车。

### 媒体
法国主要的媒体均可在埃吉赛姆接收，法国电视三台下属的大东部大区频道在部分时段播出埃吉赛姆所在上莱茵省的地方新闻。《阿尔萨斯报》、《阿尔萨斯最新消息》、阿尔萨斯电视台、Ici阿尔萨斯、DKL广播、Top Music广播等是当地主要的地方性媒体。

### 葡萄酒
埃吉赛姆因当地出产的Pfersigberg葡萄酒而闻名，后者于1992年获得原产地命名保护标志。

## 相关人物
部分观点认为教皇良九世出生于埃吉赛姆。

## 友好城市
截至2025年6月，埃吉赛姆共与两座城市建立了友好城市关系：
- 马恩省 欧维莱尔（1966年）
- 德国 欣特察尔滕（1968年）

此外埃吉赛姆还与十余座城市签署了交流协议。